# チャールズ・ルイス・ティファニー
チャールズ・ルイス・ティファニー(Charles Lewis Tiffany、1812年2月15日-1902年2月18日)はアメリカ合衆国の実業家、宝石商。ティファニー（英称：Tiffany & Co.）の創業者として知られる。1837年にジョン・ヤングとともにニューヨークでティファニー・アンド・ヤング商会を設立し、1857年に社名をTiffany & Co.と変えて単独の経営者となった。

## 生涯

### 生い立ち
1812年2月15日、コネチカット州キリングリーに生まれた。
チャールズ本人が後年調べたところによると、ティファニー家はもともとガリア地方の出身で絹商人であったという。アメリカにおけるティファニー家の初代はスクワイア・ハンフリー・ティファニーという。スクワイアがいつアメリカに来たのかははっきりしないが、入植地記録から、1663年にはアメリカに来ていたことがわかる。スクワイアの長男ジェームズの時代からマサチューセッツ州アトルボロに住み、代々農業を営んだ。しかしミシシッピ川流域の開発が進むにつれて、寒冷なニューイングランドの農業における競争力は落ちてきた。そのため、チャールズの父親となるコンフォートはコネチカット州に移住した。コネチカット州では1793年に綿繰り機が発明されて綿産業が盛んになっていたので、そこに活路を見出したのである。コンフォートはダニエルソンという町で綿工業を始めた。また、アトルボロ出身のクロエと結婚した。5人の子供が誕生して、長男チャールズが誕生した1812年には州でも有数の綿業者になっていた。
チャールズは地元の学校で学んだ後に、コネチカット州プレインフィールドの学校に通った。また、父親の会社を手伝い、15歳のころには雑貨店を1人で任せられるほどの商才をみせていた。
仕事の過程でニューヨークに何度か出向いて、ニューヨーク在住で同郷のジョン・ヤングに話を聞くなどして情報を得ているうちに、チャールズは現在の綿産業という商売の先行きに不安を感じるようになった。そして、ニューヨークで新たな商売を始めようと、ヤングに話を持ちかけた。ニューヨークは1835年に起きたニューヨーク大火の被害から復旧できておらず、町は不況で暴動が起きている状態だったので、ヤングはこの話に乗り気ではなかった。しかしチャールズは、このようなときだからこそ好機があると考え、父に話をして資金を借りた。そしてあらためてヤングに話をすると、ヤングも同意して2人で起業することにした。

### 起業
1837年9月18日、2人は、住宅街にあるブロードウェイ259番地に雑貨店「ティファニー・アンド・ヤング商会」を開業した。この場所は賃料が安く人通りが多いという理由で決めた。初日の売り上げはわずか4ドル98セントであった。翌日以降も売り上げは伸びなかった。3か月後の新年向け商戦では679ドルの売り上げがあったものの、それが終わるとまた売り上げは落ちてしまった。
売り上げが伸び悩むなか、東洋からの船がボストン港に入船したとの話を聞いたチャールズはボストンに出向き、そこで、当時珍しかった日本の工芸品を目にすると、親戚に借金をして購入した。後にチャールズは、この行為は私の最初の大博打だったと述べている。結果的にこの品はすぐに高額で売れたので、その後、店では日本の工芸品をショーウィンドーに飾るなどして日本との関係をもつようになった。また、興行師のP・T・バーナムと知り合いになり、大衆へのアピール方法を学び、実践するようになった。1839年には、ガラス製品、磁器、刃物、時計、宝石を販売していた。
一方、1839年11月30日に、ジョン・ヤングの妹のハリエット・オリビア・エイブリー・ヤングと結婚した。2人の間には、後に6人の子供が生まれた。

### 事業の発展

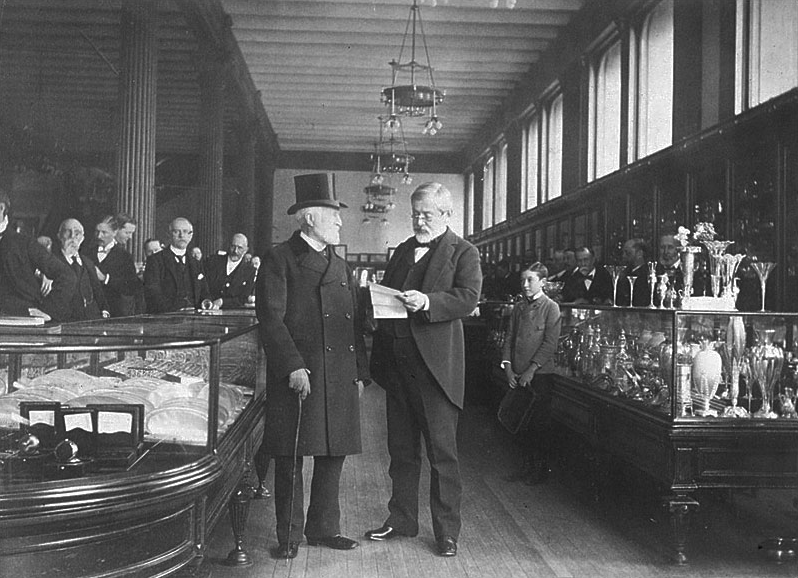
店でのチャールズ・ルイス・ティファニー（左）。1887年

1841年、ティファニー・アンド・ヤング商会に新たにJ.L.エリスが出資者として加わり、店を拡張して社名を「ティファニー・ヤング・アンド・エリス（Tiffany, Young and Ellis）」に変えた。同年にヤングをパリに行かせ、当時のアメリカでは珍しい商品を買い付けすることで、店の名が知られるようになっていった。1847年にはニューヨークに新たな支店を出し、1850年にはパリに支店を出した。1848年に起きたフランスでの二月革命の際にはダイアモンドなどの大量の宝石を買い付けた。そしてこうした行動からティファニーの名は知られるようになり、いつからか「キング・オブ・ダイアモンド」と呼ばれるようになった。
さらに、銀製品の製造にも着手した。ティファニーによれば、1850年にジェニー・リンドがアメリカツアーの際に店に立ち寄ったとき、銀のタンカードの注文を受けたという。1851年にはジョン・C・ムーアを雇って銀製品の製造を始めた。1867年に開催されたパリ万博では、銀のピッチャー、コーヒーセット、ティーセットを出品してアメリカの企業として初めての賞を獲得した。
1853年、共同経営者のヤングとエリスが引退することにともない、ティファニーは会社で単独の代表となった。そして社名をティファニー（ティファニー商会、Tiffany & Co.）とした。翌1854年には、本社をブロードウェイ550番地に移し、店の正面には時計を背負ったアトラス像を据え付けた。
1861年に起きた南北戦争の際には北軍への支持を表明して、欧州から武器を輸入する段取りをつけたり、自社工場で剣などを作ったりするなど協力した。ティファニーは東部の上流階級と親交をもっていたので、開戦の気配が高まった時点で北部への協力を打診されていたと推測されている。開戦後の1863年にニューヨークで暴動が起きたときには、ティファニーの店も狙われたが、襲撃前に軍隊が出動したので被害を受けることはなかった。
1872年、アーノルドと名乗る男がダイアモンド鉱を発見したと言って銀行家たちに出資を求めるという詐欺事件が起きた。このとき、銀行家たちはチャールズ・ティファニーに意見を求めた。ティファニーは投資話には乗らなかったが、鉱山に出向き、15万ドル以上の価値はあると誤った鑑定をしてしまった。後にティファニーは、「私の店では、カットしたダイヤモンドしか扱っていないのだ。これが間違いのもとだ。これまで、原石を見たことはないのだ」と語っている。
ティファニーは67歳のとき、鉱物を研究している当時20歳のジョージ・フレデリック・クンツと出会った。ティファニーはクンツの才能を認めて採用した。クンツは後に会社および鉱物学に多大な貢献をするようになる。
1878年、レジオン・ドヌール勲章のシュヴァリエを授与された。
1886年、6本の爪でダイアモンドを支える婚約指輪のセッティングを考案して発表した。このセッティングは後にティファニー・セッティングと呼ばれ、婚約指輪のスタンダードとなった。
1887年、フランスのブルボン王家が持っていた宝飾品のオークションで、約50万ドルを費やして69点中24点を購入し話題となった。この時購入した王冠のジュエリーはティファニーのデザインに取り入れられた。しかし、このとき、宝石を分解して他のジュエリーにセットして、フランス王室の石を使っているという書類をつけて販売したため、欧州からの批判を受けた。

### 晩年

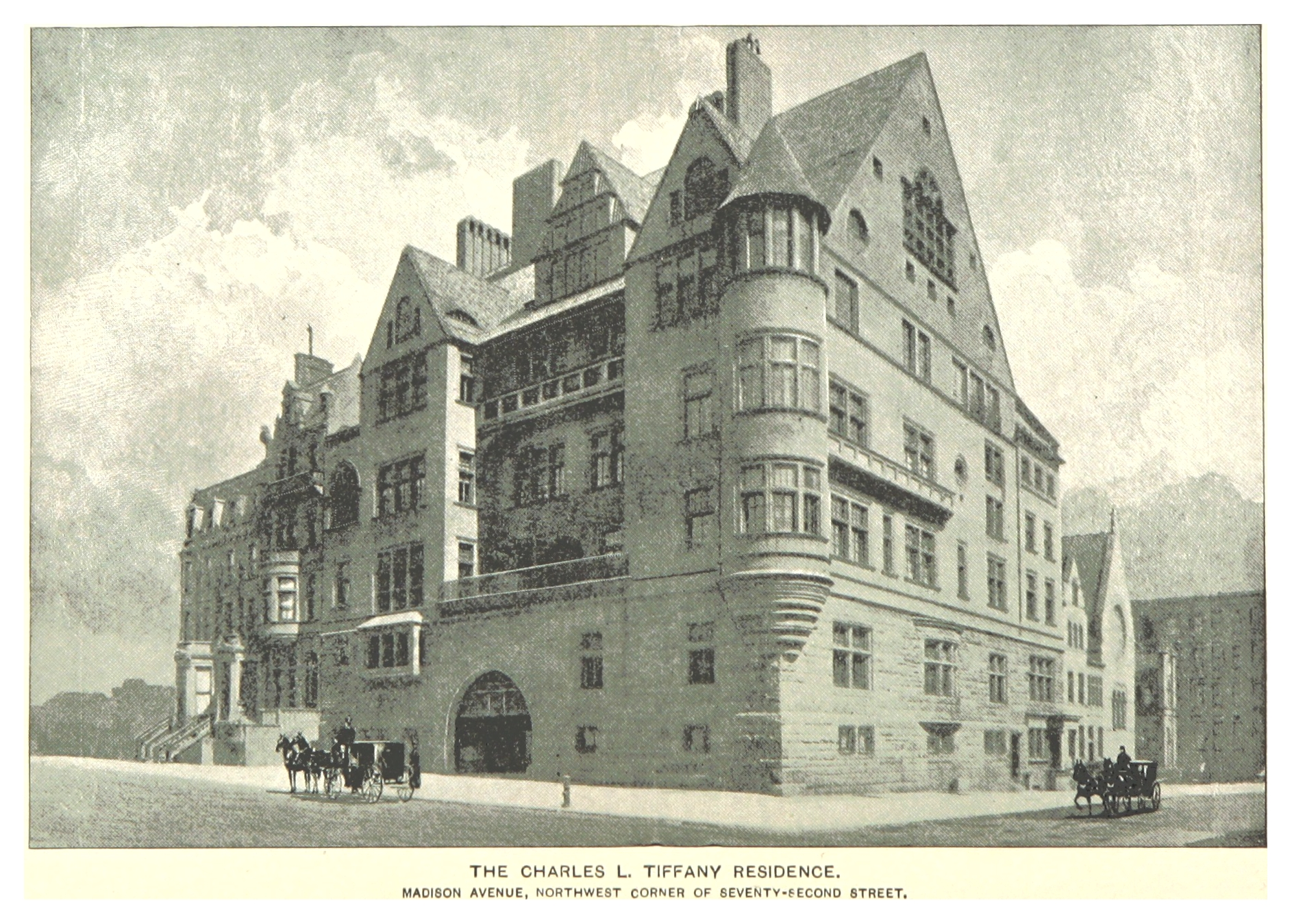
72番街とマディソン街の角に建てた邸宅

晩年になると、ティファニーの会社はイギリスやロシアなど各国王室の御用達になり、世界的に認められるようになっていた。1882年、72番街とマディソン街の角に、ティファニー家の新たな邸宅を建てることを決め、1886年に家が完成した。この家はチャールズが家族全員で住むために建てたもので、内装は息子のルイス・カムフォート・ティファニーに担当させた。しかし完成後は、なぜかチャールズ自身はこの家に1度も住むことはなく、ルイスらが住んだ。そしてチャールズはマレー・ヒルにある屋敷から毎朝歩いて店に通った。1888年にニューヨークに豪雪が起きたときにも出社し、半世紀前に店を開いた日よりも人が少ないと笑ったという。
1902年2月18日、ヨンカーズにて、肺炎により90歳で死去した。遺体はブルックリン区のグリーンウッド墓地に埋葬されている。遺産金額は文献によって異なるが、一説には3,500万ドルともいわれる。遺言により遺産の多くは副社長を務めていた息子のルイス・カムフォート・ティファニーに遺された。しかしルイスは社長の職は継がず、主に芸術の分野で活動することになる。

## 人物

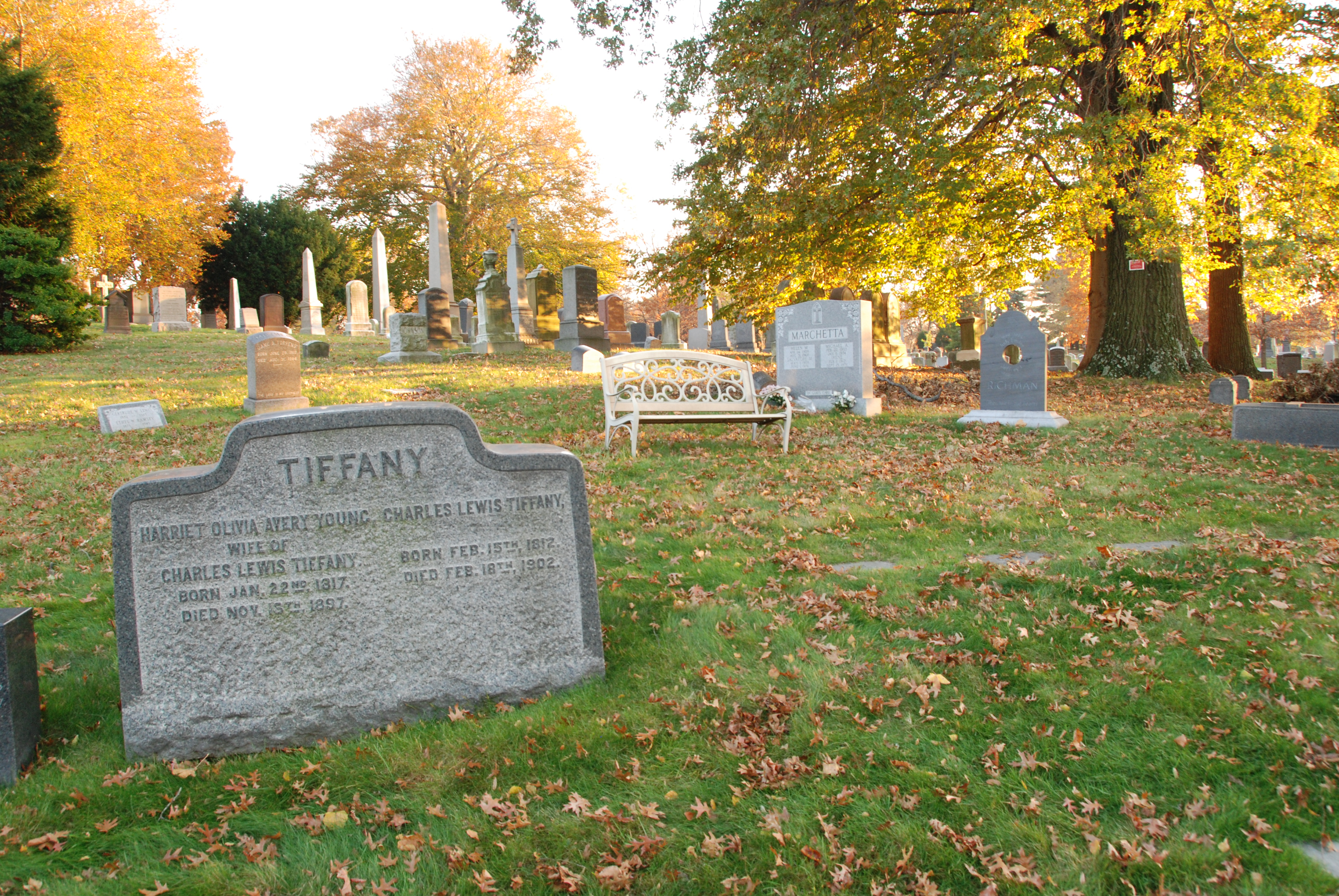
グリーンウッド墓地にある墓

自ら話題を作り、マスコミを通じて宣伝するというショービジネスに長けていた。大西洋横断電信ケーブルが開通して話題となると、ケーブルの残りを買い取ってそれをアクセサリーに加工して売り出した。1865年に起きたリンカーン大統領暗殺事件の際、ティファニーの店にあるアトラス像が背負った時計が暗殺された時刻で止まったという噂が流れたが、この噂を流したのもティファニー本人と考えられている
友人による追悼式でのスピーチでは、ティファニーは人の内面を見抜き、能力を判断する力に優れていた人物だったと述べられている。そしてそのため、スタッフの雇用期間は長く、仕事上の関係以上のつながりがあったと語られている。
自らの成功の秘訣を聞かれたとき、「それは”シンプリシティ”である」と答えている。また、「母なる自然こそ偉大なデザイナーである」という言葉も残している。
メトロポリタン美術館などのパトロンでもあり、多くの役職にも就いていた。しかし晩年に描かれた肖像画に書かせた肩書は「商工会議所会員」のみであった。